# Justin Hamilton
Justin Hamilton (* 1. April 1990 in Newport Beach, Kalifornien) ist ein US-amerikanischer Basketballspieler, welcher derzeit bei den Brooklyn Nets in der NBA unter Vertrag steht.

## Frühe Jahre
Hamilton wurde am 1. April 1990 in Newport Beach als Sohn eines American-Football-Spielers und einer Volleyballspielerin geboren. Hamilton jedoch wollte neues ausprobieren. Dennoch fing er erst auf der High School an, Basketball zu spielen, zuvor fuhr er Skate- und Snowboard.

## Karriere

### College
2008 bekam er die Chance, für die Iowa State University zu spielen. Er hatte eine mäßige erste Saison, so konnte er nur 4,2 Punkte pro Spiel erzielen, er bekam allerdings auch nur rund 13 Minuten Spielzeit. Seine Feldwurfquote lag in dieser Saison bei 57 %. Die nächste Saison bekam er etwa acht Minuten Spielzeit mehr pro Partie, seine Feldwurfquote und Punkte pro Match konnte er steigern. 2010 Spielzeit wechselte er allerdings zur Louisiana State University. Er musste ein Jahr pausieren, führte in seinem Senior-Jahr jedoch sein Team an, er hatte die meisten Punkte (12,9), die meisten Rebounds (7,2), die meisten Blocks (1,3) pro Spiel und war auch in weiteren Statistiken einer der besten Spieler seines Teams. nach der Saison meldete er sich für den NBA-Draft an.

### Profi
Beim NBA-Draft 2012 am 28. Juni 2012 wurde er von den Philadelphia 76ers ausgewählt, jedoch noch in derselben Nacht zum Team der Miami Heat getradet. Statt seine Karriere bei den Miami Heat zu beginnen, unterschrieb er für die Saison 2012/13 bei Cibona Zagreb und wurde dort kroatischer Supercupsieger 2012. Im Januar 2013 wechselte er nach Lettland um im September 2013 schließlich zurück in die USA zu wechseln, um in der D-League für die Sioux Falls Skyforce zu spielen. Dort konnte er nachhaltiger auf sich aufmerksam machen und wurde schließlich von den Charlotte Bobcats unter Vertrag genommen. Über den Zeitraum von 2014 bis 2015 machte er für die Teams aus Charlotte, Miami (der Klub, der ihn ursprünglich gedraftet hatte) und Minnesota insgesamt 49 Spiele, keines davon in den Playoffs. Mit den Heat erreichte er das Finale der NBA, dass allerdings die San Antonio Spurs gewinnen konnten. Von 2015 bis 2016 stand er in Spanien unter Vertrag. Im Sommer 2016 unterschrieb er einen Vertrag bei den Brooklyn Nets. Nach nur einer Saison bei den Nets wurde er im Tausch für DeMarre Carroll zu den Toronto Raptors getradet, die ihn jedoch unmittelbar danach freistellten.